# راج ايه جي
راج ايه جي ، المعروفة سابقًا باسم (بالألمانية: Ruhrkohle AG) (أي فحم الرور باللغة العربية)، هي أكبر شركة ألمانية لاستخراج الفحم . يقع المقر الرئيسي للشركة في مدينة إيسن في منطقة الرور . تأسست الشركة في 27 نوفمبر 1968، حيث قامت بدمج العديد من شركات تعدين الفحم في شركة فحم الرور .
وفي 12 سبتمبر 2007، ونتيجة لعملية إعادة الهيكلة ، تم نقل مجالات أعمال المواد الكيميائية والطاقة والعقارات إلى الكيان التجاري الجديد صناعات إيفونيك . اليوم، تمتلك شركة صناعات إيفونيك أغلبية أسهمها من قبل مؤسسة راج (باللغة الإنجليزية: RAG-Foundation )، والتي تستخدم أرباح الشركات لتمويل التكاليف التي تنشأ بسبب أنشطة التعدين السابقة في منطقة الرور . وتخطط المؤسسة لاستخدام حوالي 220 مليون يورو سنويًا اعتبارًا من عام 2019 لصيانة مناجم الفحم المهجورة، والتي تتضمن بشكل أساسي ضخ المياه الجوفية التي تزعزع استقرار الأنفاق.  وبما أن مجلس أمنائها يهيمن عليه المسؤولون الحكوميون الفيدراليون والإقليميون وكذلك النقابات، فإن مؤسسة راج حريصة أيضًا على تأمين أكثر من 20 ألف وظيفة لشركة إيفونيك في ألمانيا. 
وبحلول يونيو/حزيران 2014، حصلت المؤسسة على موافقة مجلس أمنائها لخفض حصتها في إيفونيك إلى 60% على المدى المتوسط.